# All on Account of Checkers
All on Account of Checkers è un cortometraggio muto del 1912 diretto da Otis B. Thayer. Prodotto dalla Selig Polyscope Company su una sceneggiatura di William V. Mong, il film aveva come interpreti Harry Lonsdale, Mattie Fitzgerald, Rex De Rosselli, William Stowell, Lafayette McKee.

## Trama
La casa editrice Smith & Smith scrive al professor Bernard che pubblicheranno il suo libro, ma che lui deve modificare un paragrafo che gli spediscono in allegato che dice "Sposami e io eliminerò mia moglie come ho fatto con suo padre". Distrattamente, Bernard lascia il paragrafo sulla sua scrivania mentre esce a fare delle commissioni per la moglie. Per strada, si lascia però coinvolgere in una partita a dama con i pompieri. Intanto la cuoca cerca di risolvere i suoi problemi con il macellaio che le ha mandato il fegato al posto delle costolette. Per risolvere la questione, porta il ragazzo delle consegne dal professore ma lo studio è vuoto. Lei vede sulla scrivania il pezzo di carta e decide di portarlo alla polizia, dimenticando sul tavolo il pezzo di fegato. Quando il professore ritorna, si sporca di sangue con il fegato. Nel frattempo, dalla sartoria arriva un fattorino e Bernard, aiutandolo a posizionare un manichino incartato che serve come modello, viene arrestato da un poliziotto che, incitato dalla cuoca, pensa di averlo colto in fallo. Alla stazione di polizia tutto viene chiarito e il professore giura che non giocherà più a dama.

## Produzione
Il film fu prodotto dalla Selig Polyscope Company.

## Distribuzione
Distribuito dalla General Film Company, il film - un cortometraggio di una bobina - uscì nelle sale cinematografiche statunitensi il 29 marzo 1912.